# Леньково (Нижньогородська область)
Леньково (рос. Леньково) — село в Лисковському районі Нижньогородської області Російської Федерації.
Населення становить 762 особи. Входить до складу муніципального утворення Леньковська сільрада.

## Історія
Від 2009 року входить до складу муніципального утворення Леньковська сільрада.

## Населення
| 2002 | 2010 |
| ---- | ---- |
| 871  | ↘762 |